# Farciennes
Farciennes är en kommun i Belgien.   Den ligger i provinsen Hainaut och regionen Vallonien, i den centrala delen av landet, 50 km söder om huvudstaden Bryssel. Antalet invånare är 10 924.
Trakten runt Farciennes består till största delen av jordbruksmark. Runt Farciennes är det tätbefolkat, med 319 invånare per kvadratkilometer.